# Anzobský tunel

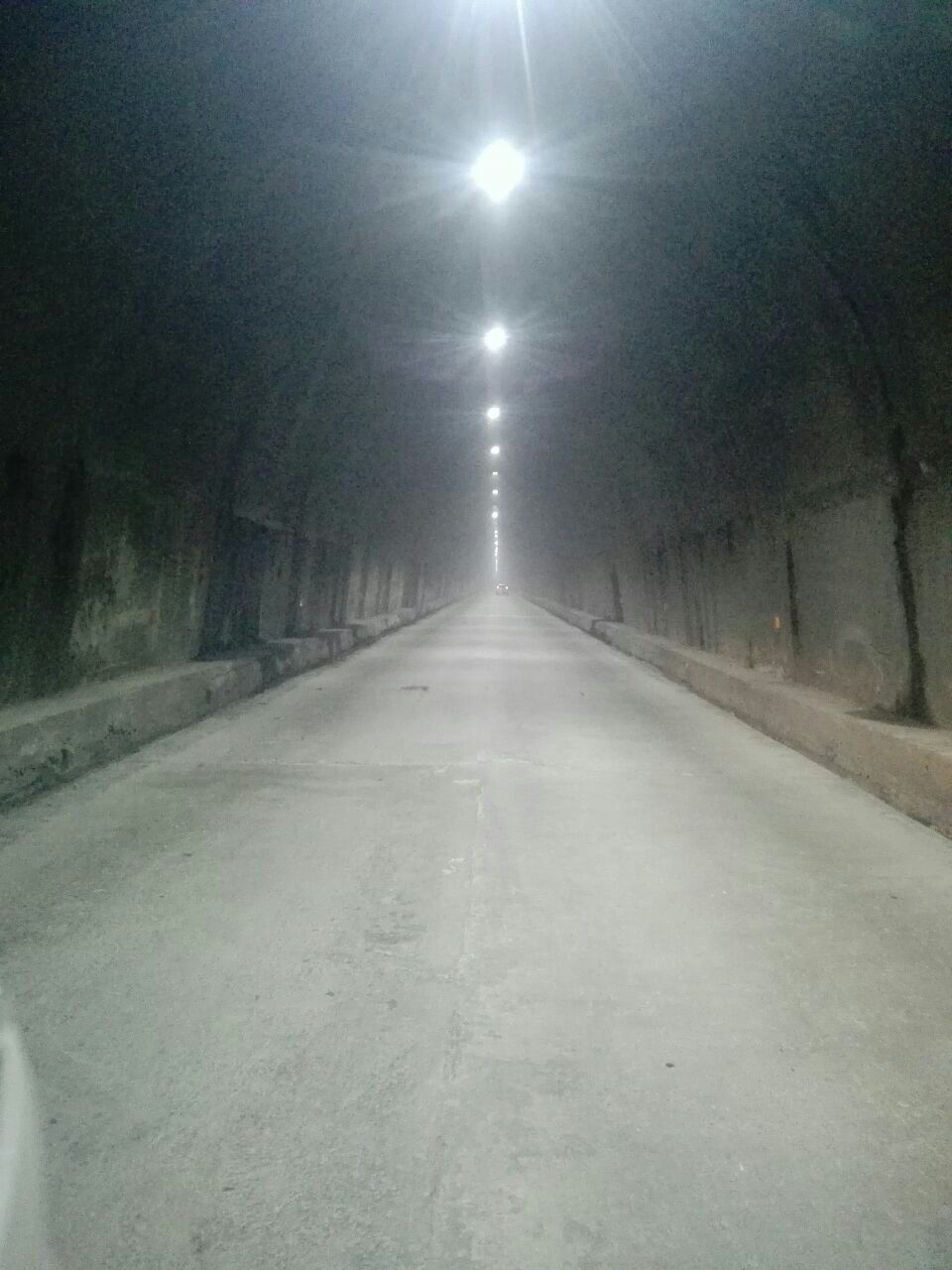
Stav tunelu v roce 2017.

Anzobský tunel (tádžicky нақби Анзоб) je 5 040 m dlouhý silniční tunel v Tádžikistánu. Nachází se na jeho hlavní silnici (RB01) a představuje klíčovou dopravní stavbu, která umožňuje spojení mezi hlavním městem Dušanbe a druhým největším městem Chudžandem, které se nachází za Hissarským hřebenem.

## Název
Silniční tunel je známý též pod jinými názvy, např. Tunel nezávislosti (tádžicky Нақби Истиқлол, Ušturský tunel apod. Označení Anzobský je podle města Anzob, které se nachází nejblíže k tunelu a které se podařilo vznikem stavby obejít a zbavit jej tranzitní dopravy.

## Přírodní poměry a poloha
Silniční tunel, který je orientován ve směru sever-jih vede nedaleko tzv. Anzobského průsmyku pod horským hřebenem, jehož výška dosahuje přes 3000 m n. m. Vjezd do tunelu se nachází na jižní straně v nadmořské výšce 2650 m n. m. na svahu horského údolí říčky Machura a na severní potom ve výšce 2750 m n. m.
Tunel má dva tubusy.

## Historie
Dopravní síť Tádžikistánu, a to jak silniční, tak i železniční, byly ve své historii nesouvislé, neboť republika v rámci Sovětského svazu byla plně propojena se svými sousedy, především s Uzbekistánem. I přesto již v 80. letech 20. století pomýšlela Tádžická SSR na vnitrostátní tunel, který by zkrátil cestu mezi dvěma největšími městy republiky podstatným způsobem. Specialisté z institutu Gidrospetsprojekt a z tádžického institutu Tadžikgiprotransstroj v 80. letech 20. století připravili projekt stavby, v roce 1988 byla zahájena výstavba.
V roce 1991, kdy se Sovětský svaz rozpadl, nicméně Tádžikistán i Uzbekistán vyhlásily nezávislost. V 90. letech došlo k zhoršení vztahů mezi oběma zeměmi a hranice byla uzavřena. Kvůli občanské válce byly navíc stavební práce v roce 1993 zastaveny.
Tato skutečnost znamenala, že dopravní spojení po silnici z jedné části Tádžikistánu do druhé nebylo možné, neboť mezi druhým největším městem Chudžandem a metropolí Dušanbe stojí již zmíněný Hissarský hřeben, který je možné překonat pouze po nezpevněných cestách a vysokými horskými průsmyky. V zimních měsících jsou tyto cesty navíc zcela neprůjezdné. V 90. letech zde byla provozována vnitrostátní letecká doprava, nicméně ta nebyla pro většinu obyvatel Tádžikistánu cenově dostupná.
Dokončení tunelu se proto stalo pro tádžickou vládu klíčovou prioritou. Již v roce 1999 byly stavební práce (ražba tunelu; tunel nebyl v této době zcela proražen) obnoveny.
Měla význam nejen pro domácí dopravu, ale i z mezinárodního hlediska, neboť umožnila zlepšit i dopravní spojení z Íránu a Afghánistánu a dále na východ do Čínské lidové republiky. Roku 2003 stavební práce převzala íránská společnost. Kontrakt na výstavbu měl hodnotu 39 milionů USD. Po nějakou dobu byl tunel v provozu ještě před dokončením; řidiči ale museli čestně prohlásit, že jízda bude na jejich odpovědnost. Důvodem byla rizika, spojená s nedostatečnou ventilací; rozšířené byly příběhy úmrtí v souvislosti s otravou výfukovými plyny při poruše v tunelu, velké množství vody uvnitř tunelu zakrývající velké výmoly apod. Obtížné podmínky způsobila především náročnost terénu; tunel byl ražen ve vysoké nadmořské výšce v odlehlé oblasti a s omezenou přístupností.
Ještě v roce 2012 měl statut nejdelšího silničního tunelu v postsovětských zemích. Poté jej překonal tunel Šahristán, rovněž v Tádžikistánu.
Ještě v květnu 2014 nebyl tunel dokončen; jak íránská tak tádžická vláda podepsaly dohodu o dokončení stavby do konce března 2015. Došlo ale ke krátkému přerušení prací z důvodu výpadku financí. V červnu 2015 byl uzavřen kvůli opravám (především vnikání vody do tunelu, chybějící ventilace apod.) a v září 2015 měla být stavba oficiálně dokončena. Slavnostní otevření se sice uskutečnilo v srpnu 2017, stavební práce ale probíhaly v různé míře i v následující dekádě. Celkové náklady na výstavbu tunelu zde činily 110 milionů USD.